# Castricum

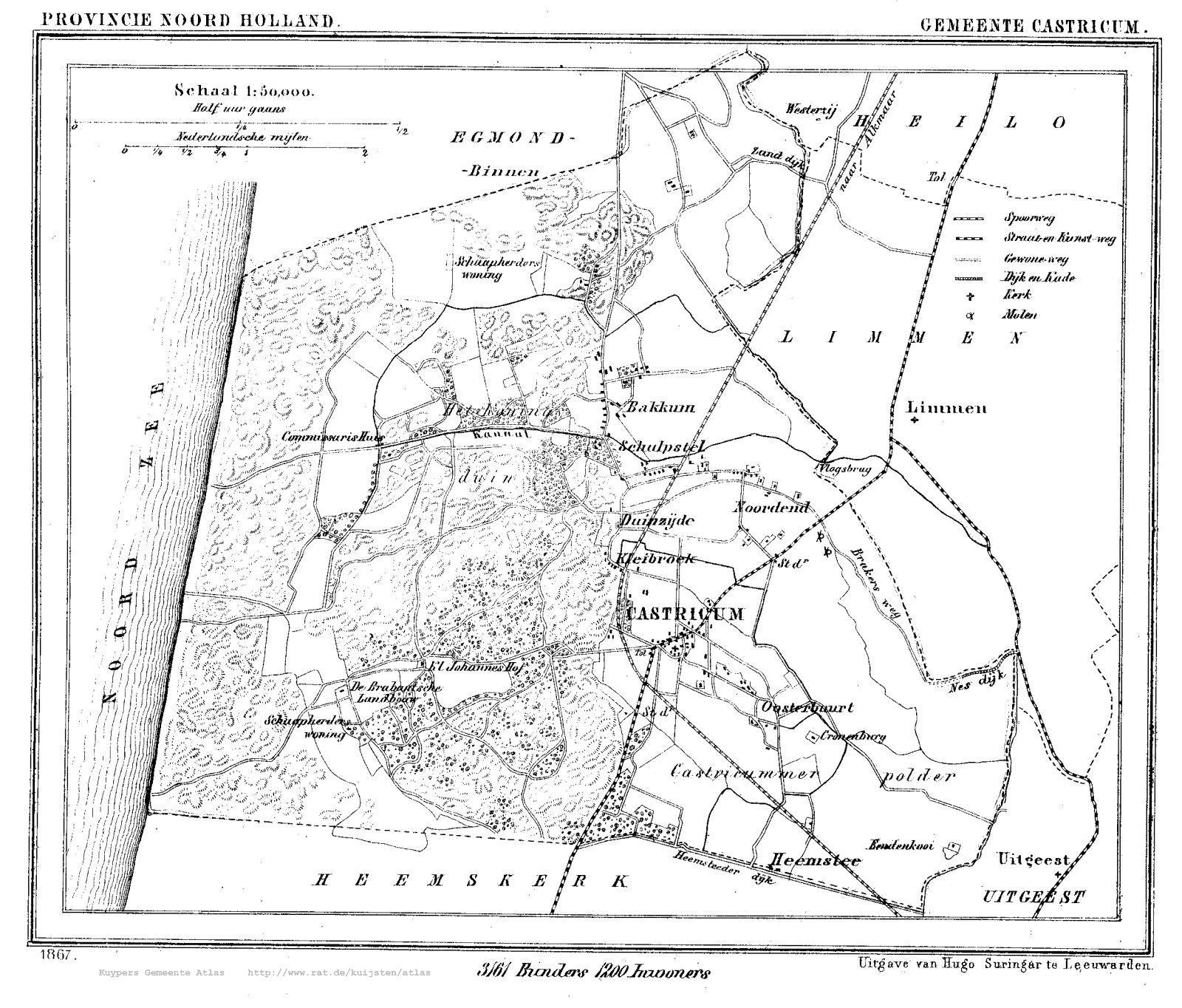
Gemeente Castricum in 1867

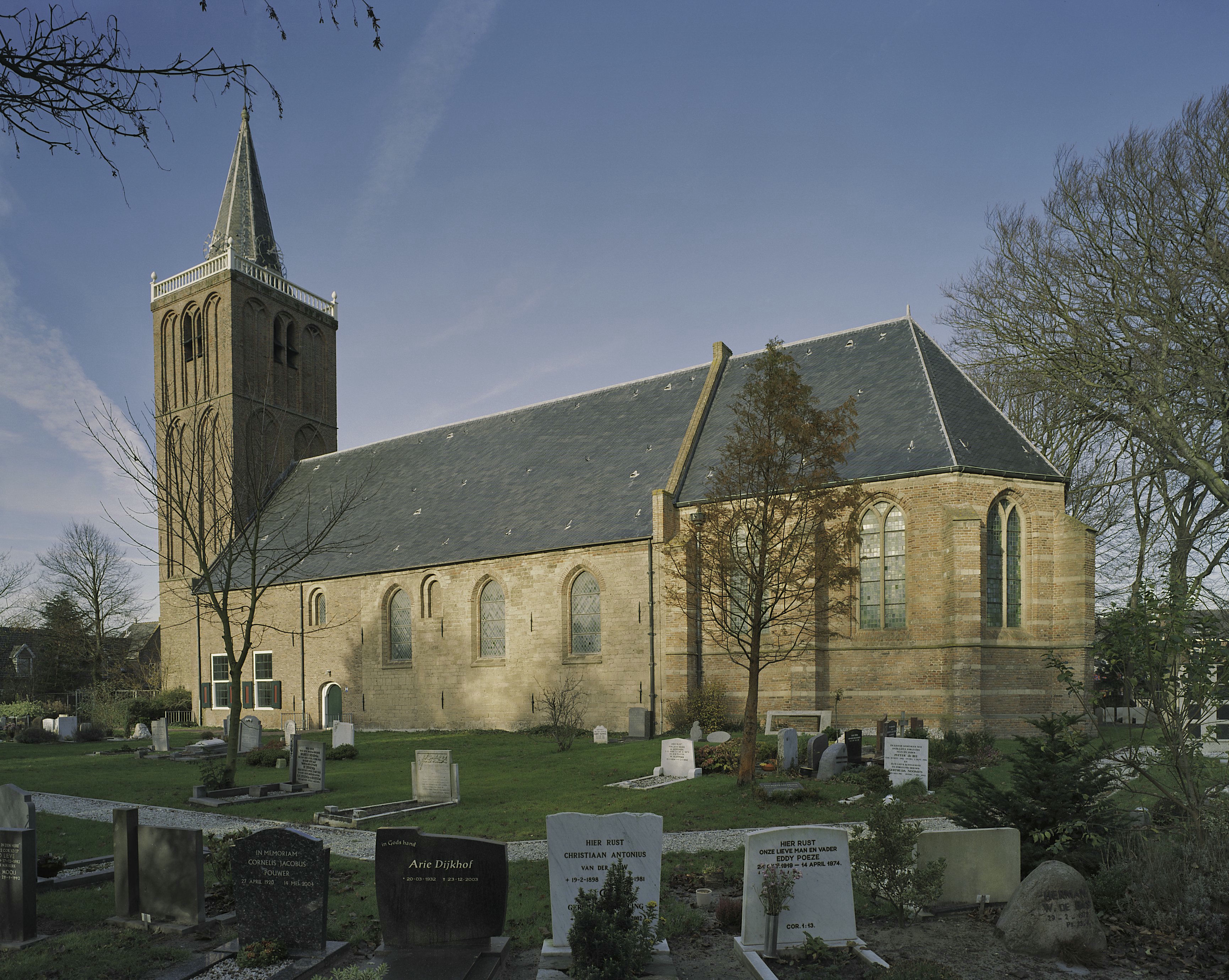
Dorpskerk van Castricum

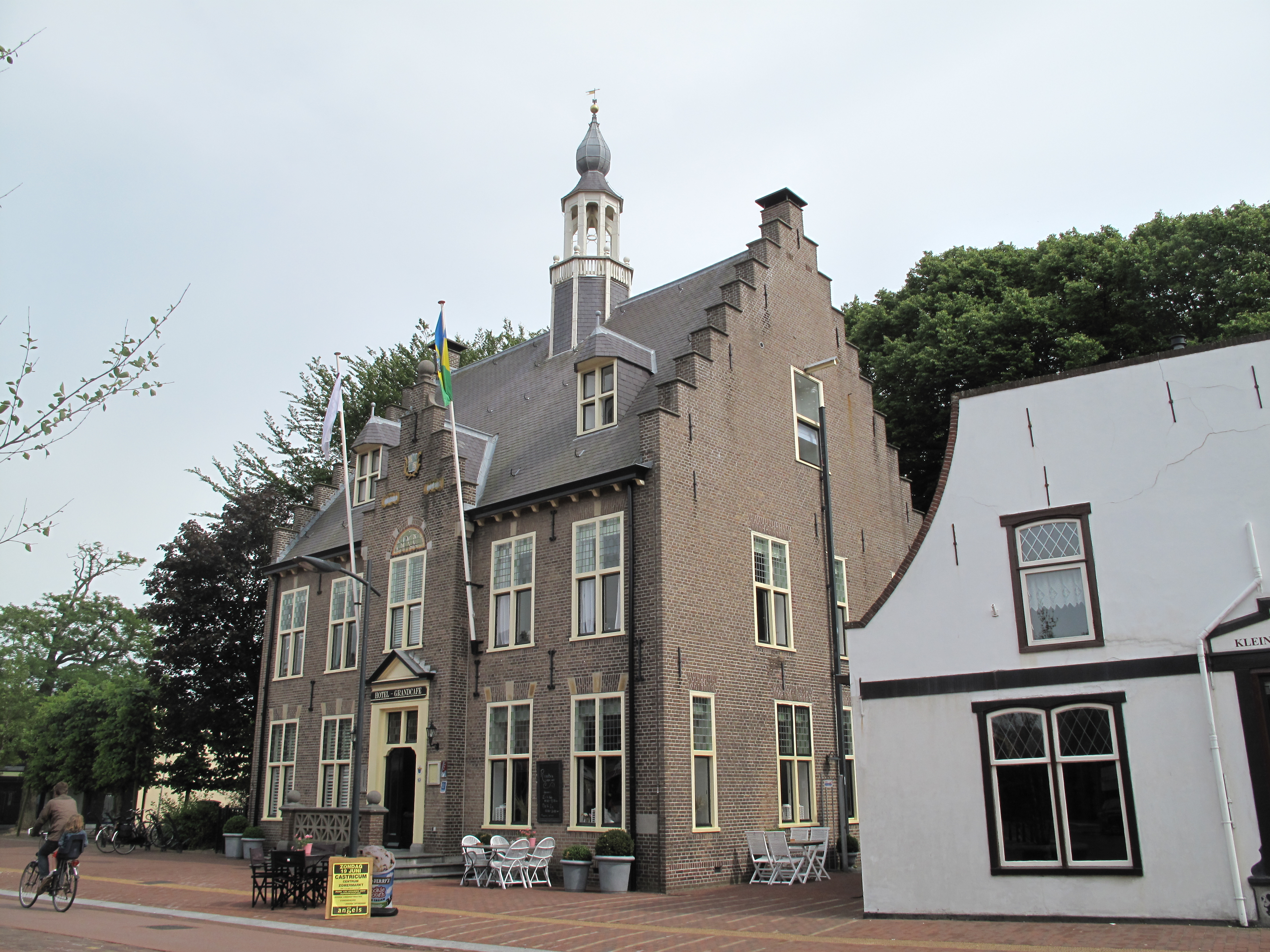
Castricum, hotel

Castricum (uitspraakⓘ) is een dorp en gemeente in de Nederlandse provincie Noord-Holland. De gemeente telt 36.366 inwoners (22 november 2024, bron: CBS) en heeft een oppervlakte van 60,40 km² (waarvan 10,72 km² water). De gemeente maakt deel uit van samenwerkingsregio Kennemerland en beschikt over het spoorwegstation Castricum. De gemeente Castricum bestaat uit Castricum, Limmen, Akersloot, Bakkum en De Woude. 

## Oorsprong en betekenis van de plaatsnaam
Omtrent de oorsprong van de plaatsnaam doen verschillende verklaringen de ronde. Zo is er geopperd dat de naam "Castricum" afkomstig is van het Latijnse Castor, hetgeen 'bever' betekent, maar de meesten achten de kans klein dat deze betekenis standgehouden zou hebben. Dit mede omdat in de 17e eeuw deze betekenis al de ronde doet, maar dan verwijzend naar het feit dat de betekenis niet Latijn maar Grieks is, de Griekse benamingen voor 'bever' en 'wijk'. Zaanlants Arkadia uit 1658 spreekt over de plaats als een huis ter verering van een Griekse Castor.
Een andere bekende mogelijke verklaring is dat de naam 'Castricum' is afgeleid van de Latijnse woorden 'castri locus', wat 'legerplaats' zou betekenen, en dan met name een Romeinse legerplaats. Echter, de locatie van Castricum was in de Romeinse tijd ver buiten de grenzen van het rijk en er is nooit een permanent Romeins legerkamp (Latijn castrum) geweest. Toch zou de Latijnse afleiding kunnen kloppen, maar dan van veel later in de tijd zijn. Naast een legerplaats zou het ook kunnen duiden op een algemeen 'kamp'. Omdat vaste bewoning van de plaats pas vanaf de 13e eeuw is vastgesteld door de archeologische bevindingen en de eerste vermelding van de plaats stamt uit de 10e eeuw wordt het niet onmogelijk geacht dat er reeds voordat er sprake was van vaste bewoning in het gebied al een kampplek gelegen was dat eventueel zelfs voor legerdoeleinden werd gebruikt.
Verder zou de naam weleens afgeleid zijn van de persoonsnaam 'Karst(en)'. De benaming zou een logisch gevolg kunnen zijn van het opkomen van de Hollanders, Christelijke Friezen en Franken, in dit gebied, het gebied van Egmond, ligt ook niet al te ver van deze plaats af. Karst of Karsten is een veel gebruikte christelijke naam die door Franken destijds afgeleid is van een Gallo-Romaanse naam. Karst(en) is dan ook al terug te vinden in de 10e eeuw als een gebruikte persoonsnaam in de betreffende regio, zoals onder meer terug te vinden is in Plaatsnamen in Noord-Holland en het werk van Dick Blok.

## Geschiedenis
Castricum wordt in de 10e eeuw pas voor het eerst genoemd maar uit archeologische opgravingen blijkt dat het gebied in de Romeinse tijd en vanaf de vroege middeleeuwen (continu) bewoond was. Castricum (de latere kerkbuurt) was een van de kernen die in het gebied in de 10e of 11e eeuw ontstond. Ten noorden van de kern van Castricum lag toen Bakkum. In de loop van de tijd ontstonden er meerdere buurtschappen (zie hieronder). Bij de kern van Castricum werd in de 11e eeuw een kerk neergezet. Tegenwoordig de Nederlands Hervormde Kerk, de Dorpskerk.
Ten noorden van Castricum ontstonden de buurtschappen Duinzijde, Kleibroek en Noord-End. In het oosten ontstonden Oosterbuurt en Heemstee. Tussen Duinzijde en Bakkum ontstond ook nog het plaatsje Schulpstet. Deze plaats was ontstaan rondom de los- en- laadplek van schelpen voor de kalkovens en- branderijen. Tussen Noord-End en Oosterbuurt ontstond er een eigen buurtje rondom een molen en dijk, deze wordt de Molendijk genoemd. Castricum (kerkbuurt) heeft altijd als hoofdplaats gefungeerd van de kleinere plaatsen.
Bakkum was lang een eigen plaats, en dat lang ook als onderdeel van huize Egmond, in 1613 ging het gebied over aan de heer Johan van Oldenbarnevelt. Zo werd Bakkum een vrije heerlijkheid. De heer Nicolaas Geelvinck koopt in 1749 als ambachtsheer van Castricum deze heerlijkheid op. Sindsdien zijn Castricum en Bakkum aan elkaar gekoppeld. Tijdens de Tweede Coalitieoorlog was Castricum een slagveld tussen de Britten en Russen aan de ene en de Fransen en de Hollanders aan de andere kant. De Slag bij Castricum vond plaats op 6 oktober 1799.

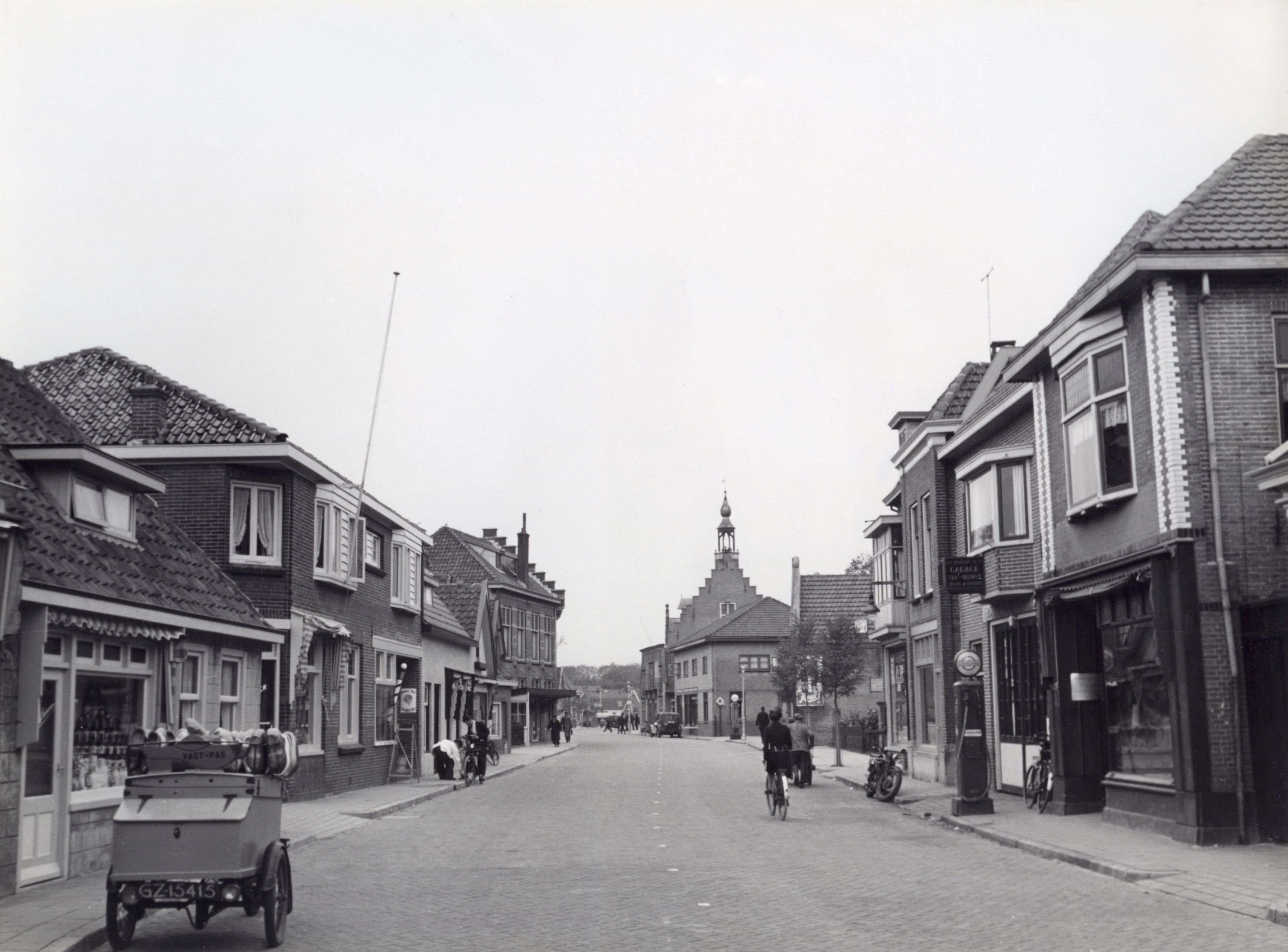
Castricum in 1939

In de loop van de 20e eeuw zette zich de groei in van Castricum. Het slokte al vrij snel Duinzijde en Kleibroek op, deze plaatsen verdwenen dan ook snel als eigen plaatsduiding. Later, om de groei van de Randstad op te vangen, groeide Castricum nog sneller. Zo werden ook de Schulpstet, Molendijk, Noord-End en deels Oosterbuurt opgeslokt.
Tijdens de Tweede Wereldoorlog werden huizen ontruimd van mensen die niet aan landbouw deden, om ruimte te maken voor andere gezinnen. De uitgeruimde gezinnen moesten onderdak vinden in toegewezen huizen in o.a. de Zaanstreek, waar grote gezinnen dan vaak zeer kleine huizen moesten delen met de evacués. 
Ook Bakkum ligt sinds het einde van de 20e eeuw vast aan het dorp Castricum. Anders dan de andere plaatsjes, wordt het echter nog als apart dorp gezien. Oosterbuurt, Schulpstet, Molendijk en Noord-End worden vaak nog wel geduid als buurtschap. Noord-End en Molendijk liggen in de nieuwbouw van Castricum-Oost. Schulpstet ligt ingeklemd tussen Bakkum en Castricum. 
Het noordelijke deel van Oosterbuurt is ook onderdeel van de nieuwbouw van Castricum, maar het zuidelijke deel wordt als buitengebied gezien. De oorspronkelijke bewoning van voor de groei van Castricum is behouden gebleven. Vanaf dit deel van Oosterbuurt loopt ook de straat de Heemstederweg (ook wel kortweg Heemstede) de gemeente Heemskerk binnen. Net voorbij Oosterbuurt is de buurtschap Heemstee nog zichtbaar.

## Economie
Castricum kent een sterke toerismesector, dankzij de ligging. Het heeft duinen en strand bij Bakkum en Castricum aan Zee. De camping in Bakkum gold lang als toevluchtsoord voor Amsterdammers. Er is daarnaast watersport op het Alkmaardermeer bij Akersloot. De bollenvelden met Hortus Bulborum in Limmen zijn eveneens een attractie. De tuinbouw en vooral de teelt van bloembollen in Limmen bestaat sinds circa 1900. Een groot deel van de inwoners van Castricum zijn echter forenzen naar Amsterdam.

## Politiek en bestuur
De gemeenteraad van Castricum bestaat uit 25 zetels. Hieronder staat de samenstelling van de gemeenteraad sinds 2002:
| Gemeenteraadszetels       | Gemeenteraadszetels | Gemeenteraadszetels | Gemeenteraadszetels | Gemeenteraadszetels | Gemeenteraadszetels | Gemeenteraadszetels |
| Partij                    | 2002                | 2006                | 2010                | 2014                | 2018                | 2022                |
| ------------------------- | ------------------- | ------------------- | ------------------- | ------------------- | ------------------- | ------------------- |
| Lokaal Vitaal             | -                   | -                   | -                   | -                   | -                   | 6                   |
| VVD                       | 4                   | 6                   | 5                   | 4                   | 5                   | 4                   |
| GroenLinks                | 3                   | 2                   | 2                   | 2                   | 3                   | 4                   |
| De Vrije Lijst            | -                   | 2                   | 1                   | 1                   | 2                   | 3                   |
| PvdA                      | 3                   | 5                   | 3                   | 2                   | 1                   | 2                   |
| D66                       | 1                   | -                   | 2                   | 3                   | 2                   | 2                   |
| CDA                       | 4                   | 3                   | 3                   | 3                   | 4                   | 2                   |
| Forza! Castricum          | -                   | -                   | -                   | -                   | 1                   | 2                   |
| Castricum Kern(en) Gezond | -                   | 3                   | 4                   | 4                   | 4                   | -                   |
| Gemeente- en Dorpsbelang  | 8                   | 4                   | 3                   | 2                   | 2                   | -                   |
| SP                        | -                   | -                   | -                   | 2                   | 1                   | -                   |
| Totaal                    | 23                  | 25                  | 23                  | 23                  | 25                  | 25                  |

## Topografie
Topografisch kaartbeeld van de gemeente Castricum, per juni 2023

## Plaatsen binnen de gemeente
| Plaatsnaam        | postcode(nr) | voormalige gemeente |
| ----------------- | ------------ | ------------------- |
| Castricum         | 1901 - 1902  |                     |
| Akersloot         | 1921         | Akersloot           |
| Bakkum            | 1901         |                     |
| Bakkum-Noord      | 1901         |                     |
| Castricum aan Zee | 1901         |                     |
| De Woude          | 1489         | Akersloot           |
| Dusseldorp        | 1906         | Limmen              |
| Limmen            | 1906         | Limmen              |

Buurtschappen in de gemeente Castricum
| Plaatsnaam                             | Postcode(nr) | voormalige gemeente |
| -------------------------------------- | ------------ | ------------------- |
| Boekel                                 | 1921         | Akersloot           |
| Duin en Bosch (landgoed en woongebied) | 1901         |                     |
| Heemstee                               | 1902         |                     |
| Klein Dorregeest (gedeeltelijk)        | 1921         | Akersloot           |
| Kogerpolder (gedeeltelijk)             | 1488 - 1489  | Akersloot           |
| Molendijk                              | 1902         |                     |
| Noord-Bakkum                           | 1901         |                     |
| Noord-End                              | 1902         |                     |
| Oosterbuurt                            | 1902         |                     |
| Oosterzij (gedeeltelijk)               | 1851         | Limmen              |
| Schulpstet                             | 1901         |                     |
| Starting                               | 1921         | Limmen              |
| Stierop                                | 1489         | Akersloot           |

## Aangrenzende gemeenten
| Aangrenzende gemeenten | Aangrenzende gemeenten | Aangrenzende gemeenten | Aangrenzende gemeenten | Aangrenzende gemeenten |
| ---------------------- | ---------------------- | ---------------------- | ---------------------- | ---------------------- |
| Bergen                 |                        | Heiloo                 |                        | Alkmaar                |
|                        |                        |                        |                        |                        |
|                        |                        |                        |                        |                        |
|                        |                        |                        |                        |                        |
|                        |                        | Heemskerk              |                        | Uitgeest               |

## Cultuur
Het archeologisch depot van de provincie Noord-Holland is sinds januari 2015 in Castricum gevestigd, onder de naam Huis van Hilde.

### Monumenten
In de gemeente zijn er een aantal rijksmonumenten, gemeentelijke monumenten en oorlogsmonumenten, zie:
- Lijst van rijksmonumenten in Castricum (plaats)
- Lijst van rijksmonumenten in Castricum (gemeente)
- Lijst van gemeentelijke monumenten in Castricum
- Lijst van oorlogsmonumenten in Castricum

### Kunst in de openbare ruimte
In de gemeente zijn diverse beelden, sculpturen en objecten geplaatst in de openbare ruimte, zie:
- Lijst van beelden in Castricum

## Bekende inwoners

### Geboren in Castricum
- Dirk Schut (1893-1942), missionaris
- Ab Jüdell (1925-1983), verzetsstrijder
- Harm van der Meulen (1925-2007), vakbondsbestuurder en politicus
- Abraham Louis Schneiders (1925-2020), schrijver en diplomaat
- Jos Louter (1940), politicus
- Cees Lute (1941-2022), wielrenner
- Theo van den Boogaard (1948), striptekenaar
- Maria Wiebosch-Steeman (1950), politica
- Jos Jonker (1951), voetballer
- Christa Lips (1964), (stem)actrice en zangeres
- Daan Ekkel (1965), programmamaker, acteur
- Willem Ekkel (1965-2002), programmamaker
- Menno Jonker (1968), beeldend kunstenaar, vormgever en glaskunstenaar
- Germaine Kruip (1970), kunstenares
- Arjan de Zeeuw (1970), voetballer
- Tom Zoontjes (1985), voetballer
- Teun Koopmeiners (1998), voetballer
- Rein Smit (2001), voetballer
- Jasmijn van der Heijde (2002), voetbalster
- Djoeke de Ridder (2005), voetbalster
- Lisa Stengs (2005), voetbalster

### Bekende (ex-)inwoners van Castricum
- Rita Corita (1917-1998), zangeres
- Frans van Dusschoten (1933-2005), komiek (overleden in Castricum)
- Jaap van der Poll (1914-2010), speerwerper
- Tamara Seur (1974), televisieverslaggever, -presentator
- Sander Huisman (1980), dj, producer
- Christianne van der Wal (1973), politica
- Harry ter Heide (1928 - 1985), vakbondsbestuurder en hoogleraar
- Saskia Weerstand (1986), programmamaker

## Diversen
- Castricum is een Millennium Gemeente.
- De gemeente Castricum participeert in de ambtelijke organisatie BUCH, een gemeenschappelijke regeling met de gemeenten Bergen, Uitgeest en Heiloo.

## Zustergemeente
Castricum had een zustergemeente: Balatonfüred in Hongarije. Deze stedenband heeft 22 jaar bestaan, maar is in mei 2011 verbroken. Als herinnering aan de opgeheven stedenband met de Hongaarse gemeente, staat er bij de rotonde Kleibroek/Beatrixstraat de zogenaamde Balatonfüred-bank. De Balatonfüred-sofa is mede mogelijk gemaakt door de opgeheven Stichting Jumelage Castricum-Balatonfüred. Mozaïekkunstenares Judith Lang heeft de sofa ontworpen en samen met vrijwilligers voorzien van mozaïekwerk in Hongaarse stijl.